# Psiloderces longipalpis
Psiloderces longipalpis là một loài nhện trong họ Ochyroceratidae. Loài này phân bố ở Celebes.